# Granddi Ngoyi
Granddi N'Goyi Majundu (Melun, Francia, 17 de mayo de 1988), futbolista francés, de origen congoleño. Juega de volante y su actual equipo es el Troyes AC de la Ligue 2 de Francia. 

## Selección nacional
Ha sido internacional con la Selección de fútbol de Francia Sub-21.

## Clubes
| Club                | País    | Año       |
| ------------------- | ------- | --------- |
| Paris Saint Germain | Francia | 2007-2008 |
| Clermont Foot       | Francia | 2009      |
| Paris Saint Germain | Francia | 2009-2010 |
| Stade Brest         | Francia | 2010-2011 |
| Paris Saint Germain | Francia | 2011      |
| FC Nantes           | Francia | 2011-2012 |
| Troyes AC           | Francia | 2012-     |

## Palmarés

### Campeonatos nacionales
| Título                     | Club                | País    | Año  |
| -------------------------- | ------------------- | ------- | ---- |
| Copa de la Liga de Francia | Paris Saint Germain | Francia | 2008 |
| Copa de la Liga de Francia | Paris Saint Germain | Francia | 2010 |